# 京都市立朱雀第二小学校
京都市立朱雀第二小学校（きょうとしりつ すざくだいにしょうがっこう）は京都府京都市中京区西ノ京左馬寮町にある公立小学校。

## 沿革
- 1912年（明治45年）4月1日 - 朱雀野第二尋常小学校として創立。御池通以北の児童を収容[2]。
- 1918年（大正7年）4月 - 京都市立豊楽尋常小学校と改称。
- 1923年（大正12年）8月 - 京都市立朱雀第二尋常小学校と改称[2]。
- 1929年（昭和4年）4月 - 高等科を併設し、京都市立朱雀第二尋常高等小学校と改称[1][2]。
- 1941年（昭和16年）4月 - 京都市立朱雀第二国民学校と改称。
- 1947年（昭和22年）4月 - 学制改革により京都市立朱雀第二小学校と改称[3]。

## 通学区域
朱雀第二小学校の通学区域は、朱雀第二学区から聚楽廻中町のJR山陰本線以南を除いた区域に加え、西ノ京円町・西ノ京北円町・西ノ京中保町の西大路通以東および西ノ京冷泉町の一部である。

## 卒業後の進路
卒業後は基本的に京都市立西ノ京中学校に進学する。

## 周辺
学校周辺については、当該校が含まれる元学区について説明する「#朱雀第二学区」の節を参照。

## 交通
公共交通機関の最寄駅・停留所は以下のとおり。
鉄道
- JR山陰本線（嵯峨野線） 円町駅

路線バス
- 京都市営バス・京都バス・西日本ジェイアールバス 丸太町御前通停留所

## 朱雀第二学区
朱雀第二学区（すざくだいにがっく）は、京都市の学区（元学区）のひとつ。京都市中京区に位置する。朱雀第二小学校の通学区域を概ねの範囲とする、京都市の地域自治の単位となっている。
朱雀第二学区の名称の朱雀のもととなるのは明治22年（1889年）の町村制施行に伴い、聚楽廻、西京村、壬生村が合併して成立した朱雀野村である。朱雀野村は大正7年（1918年）に西院村の一部と共に京都市下京区（当時）に編入され、編入された区域は下京第34学区となった。
下京第34学区は、昭和4年（1929年）に、学区名が小学校名により改称され、上京区・下京区から、左京区・中京区・東山区が分区されると、朱雀学区となり、中京区に属した。
学区内には、明治37年（1904年）に朱雀野小（のちに朱雀第一小と改称）が創立し、大正元年（1912年）には朱雀野第二小（のちに朱雀第二小と改称）、大正10年（1921年）には松原小（のちに朱雀第三小と改称）、昭和4年（1929年）に朱雀第四小、昭和5年（1930年）に朱雀第五小、昭和7年（1932年）に朱雀第六小、昭和8年（1933年）に朱雀第七小、昭和12年（1937年）に朱雀第八小が創立された。
昭和16年（1941年）に国民学校令の施行により学区の根拠が失われ（京都市の学区そのものは昭和17年（1942年）に廃止）、昭和16年6月に国民学校の通学区域を単位とする町内会連合会が発足。朱雀第二国民学校の通学区域を単位として朱雀第二町内会連合会が設置され、戦後のポツダム政令による解体ののち、住民自治の単位である現在の朱雀第二学区となった。

### 地理
朱雀第二学区は、北側・東側が上京区の仁和学区と出水学区、南側が朱雀第四学区と朱雀第六学区、西側が朱雀第八学区と接する。区域は、概ね北は出水通下る、南はJR山陰本線と一部で上押小路通（朱雀公園の北の通り）、東は千本通、西は紙屋川であり、聚楽廻・西ノ京を冠称する町の一部から構成される。面積は0.321 平方キロメートルである。

### 人口・世帯数
京都市内では、概ね元学区を単位として国勢統計区が設定されており、朱雀第二学区の区域に設定されている国勢統計区（中京区第13国勢統計区）における令和2年（2020年）10月の人口・世帯数は6,035人、3,019世帯である。

### 朱雀第二学区の通り

#### 東西の通り
- 丸太町通
- 旧二条通
- 上押小路通

#### 南北の通り
- 千本通
- 六軒町通
- 七本松通
- 下ノ森通
- 御前通

### 朱雀第二学区の町名
- 西ノ京鹿垣町
- 西ノ京西鹿垣町
- 西ノ京左馬寮町
- 聚楽廻東町
- 聚楽廻中町
- 聚楽廻西町[町 1]
- 聚楽廻松下町
- 西ノ京両町
- 西ノ京右馬寮町
- 西ノ京車坂町[町 1]
- 西ノ京上平町
- 西ノ京南両町

1. 1 2  JR山陰本線以北が朱雀第二学区に含まれる。以南は朱雀第六学区となる。

### 交通
鉄道
- JR山陰本線（嵯峨野線）（学区内に駅は存在しない。）

路線バス
- 京都市営バス・京都バス・西日本ジェイアールバス 停留所
  - 丸太町御前通
  - 丸太町七本町
  - 千本丸太町
  - 千本旧二条

### 主な施設
教育機関
- 京都市立朱雀第二小学校（西ノ京左馬寮町）

公的施設
- 京都市中央図書館・アスニー京都（京都市生涯学習総合センター）（聚楽廻松下町）

### 歴史
史跡
- 平安京大内裏
  - 朝堂院　大極殿
  - 豊楽院　豊楽殿
  - 造酒司
  - 典薬寮
  - 左馬寮
  - 右馬寮
- 江戸幕府
  - 京都所司代与力・同心屋敷